# Pilosella auriculoides
Pilosella auriculoides — вид рослин з родини айстрових (Asteraceae), поширений у Європі й на південний схід до північного Ірану.

## Поширення
Поширений у Європі й на південний схід до північного Ірану.